# ميهايل فيج
ميهايل فيج (بالمجرية: Víg Mihály)‏ هو مغن ومؤلف ومؤلف موسيقى تصويرية وموسيقي وملحن وكاتب وكاتب سيناريو وشاعر وممثل مجري، ولد في 21 نوفمبر 1957 ببودابست في المجر.

## وصلات خارجية
- ميهايل فيج على موقع IMDb (الإنجليزية)
- ميهايل فيج على موقع قاعدة بيانات الأفلام العربية
- ميهايل فيج على موقع ألو سيني (الفرنسية)
- ميهايل فيج على موقع ميوزك برينز (الإنجليزية)
- ميهايل فيج على موقع أول موفي (الإنجليزية)
- ميهايل فيج على موقع قاعدة بيانات الأفلام السويدية (السويدية)
- ميهايل فيج على موقع قاعدة بيانات الفيلم (الإنجليزية)
- ميهايل فيج على موقع كينوبويسك (الروسية)